# Australian Open 2002
Die Australian Open 2002 fanden vom 14. bis 28. Januar in Melbourne statt.
Titelverteidiger im Einzel waren Andre Agassi bei den Herren sowie Jennifer Capriati bei den Damen. Im Herrendoppel waren dies Jonas Björkman und Todd Woodbridge, im Damendoppel Serena und Venus Williams und im Mixed Corina Morariu und Ellis Ferreira.
Im Herreneinzel konnte Thomas Johansson den einzigen Grand-Slam-Titel seiner Karriere erringen. Im Dameneinzel konnte die Amerikanerin Jennifer Capriati ihren Titel verteidigen. Das Herrendoppel gewannen Mark Knowles und Daniel Nestor und im Damendoppel siegten Martina Hingis und Anna Kurnikowa. Im Mixed-Finale setzten sich Daniela Hantuchová und Kevin Ullyett durch.

## Herreneinzel

### Setzliste
| Nr. | Spieler            | Erreichte Runde |
| --- | ------------------ | --------------- |
| 01. | Lleyton Hewitt     | 1. Runde        |
| 02. | Gustavo Kuerten    | 1. Runde        |
| 03. | Andre Agassi       | Rückzug         |
| 04. | Jewgeni Kafelnikow | 2. Runde        |
| 05. | Sébastien Grosjean | 2. Runde        |
| 06. | Tim Henman         | Achtelfinale    |
| 07. | Tommy Haas         | Halbfinale      |
| 08. | Pete Sampras       | Achtelfinale    |
| 09. | Marat Safin        | Finale          |
| 10. | Goran Ivanišević   | 2. Runde        |
| 11. | Roger Federer      | Achtelfinale    |
| 12. | Guillermo Cañas    | 3. Runde        |
| 13. | Andy Roddick       | 2. Runde        |
| 14. | Àlex Corretja      | 1. Runde        |
| 15. | Arnaud Clément     | 2. Runde        |
| 16. | Thomas Johansson   | Sieg            |

| Nr. | Spieler             | Erreichte Runde |
| --- | ------------------- | --------------- |
| 17. | Carlos Moyá         | 2. Runde        |
| 18. | Albert Portas       | 2. Runde        |
| 19. | Jan-Michael Gambill | 1. Runde        |
| 20. | Fabrice Santoro     | 1. Runde        |
| 21. | Younes El Aynaoui   | 3. Runde        |
| 22. | Hicham Arazi        | 2. Runde        |
| 23. | Nicolás Lapentti    | Achtelfinale    |
| 24. | Thomas Enqvist      | 2. Runde        |
| 25. | Andrei Pavel        | 3. Runde        |
| 26. | Jiří Novák          | Halbfinale      |
| 27. | Sjeng Schalken      | 1. Runde        |
| 28. | Greg Rusedski       | 3. Runde        |
| 29. | Xavier Malisse      | 2. Runde        |
| 30. | Nicolas Escudé      | 3. Runde        |
| 31. | Andreas Vinciguerra | 2. Runde        |
| 32. | Tommy Robredo       | 2. Runde        |

## Dameneinzel

### Setzliste
| Nr. | Spielerin               | Erreichte Runde |
| --- | ----------------------- | --------------- |
| 01. | Jennifer Capriati       | Sieg            |
| 02. | Venus Williams          | Viertelfinale   |
| 03. | Martina Hingis          | Finale          |
| 04. | Kim Clijsters           | Halbfinale      |
| 05. | Serena Williams         | Rückzug         |
| 06. | Justine Henin           | Viertelfinale   |
| 07. | Amélie Mauresmo         | Viertelfinale   |
| 08. | Monica Seles            | Halbfinale      |
| 09. | Sandrine Testud         | 1. Runde        |
| 10. | Meghann Shaughnessy     | 3. Runde        |
| 11. | Silvia Farina Elia      | 3. Runde        |
| 12. | Jelena Dementjewa       | Achtelfinale    |
| 13. | Magdalena Maleewa       | Achtelfinale    |
| 14. | Arantxa Sánchez Vicario | 1. Runde        |
| 15. | Amanda Coetzer          | Achtelfinale    |
| 16. | Iroda Toʻlaganova       | 3. Runde        |
| 17. | Barbara Schett          | 3. Runde        |

| Nr. | Spielerin               | Erreichte Runde |
| --- | ----------------------- | --------------- |
| 18. | Lisa Raymond            | 3. Runde        |
| 19. | Ángeles Montolio        | 1. Runde        |
| 20. | Rita Grande             | Achtelfinale    |
| 21. | Dája Bedáňová           | 2. Runde        |
| 22. | Henrieta Nagyová        | 1. Runde        |
| 23. | Magüi Serna             | 3. Runde        |
| 24. | Ai Sugiyama             | 3. Runde        |
| 25. | Tamarine Tanasugarn     | 3. Runde        |
| 26. | Cristina Torrens Valero | 1. Runde        |
| 27. | Paola Suárez            | 1. Runde        |
| 28. | Anne Kremer             | 2. Runde        |
| 29. | Tatjana Panowa          | 2. Runde        |
| 30. | Jelena Lichowzewa       | 1. Runde        |
| 31. | Francesca Schiavone     | 3. Runde        |
| 32. | Daniela Hantuchová      | 3. Runde        |
| 33. | Lina Krasnoruzkaja      | 1. Runde        |

## Herrendoppel

### Setzliste
| Nr. | Paarung                        | Erreichte Runde |
| --- | ------------------------------ | --------------- |
| 01. | Jonas Björkman Todd Woodbridge | 2. Runde        |
| 02. | Donald Johnson Jared Palmer    | Halbfinale      |
| 03. | Mahesh Bhupathi Leander Paes   | 2. Runde        |
| 04. | Jiří Novák David Rikl          | 2. Runde        |
| 05. | Wayne Black Kevin Ullyett      | Viertelfinale   |
| 06. | Joshua Eagle Sandon Stolle     | Achtelfinale    |
| 07. | Petr Pála Pavel Vízner         | Achtelfinale    |
| 08. | Ellis Ferreira Rick Leach      | Viertelfinale   |

| Nr. | Paarung                           | Erreichte Runde |
| --- | --------------------------------- | --------------- |
| 09. | Mark Knowles Daniel Nestor        | Sieg            |
| 10. | Bob Bryan Mike Bryan              | Viertelfinale   |
| 11. | David Adams Jeff Tarango          | Achtelfinale    |
| 12. | Brian MacPhie Nenad Zimonjić      | 2. Runde        |
| 13. | Martin Damm David Prinosil        | Viertelfinale   |
| 14. | Wayne Ferreira Jewgeni Kafelnikow | 2. Runde        |
| 15. | Wayne Arthurs Michael Hill        | 2. Runde        |
| 16. | Byron Black Sjeng Schalken        | Achtelfinale    |

## Damendoppel

### Setzliste
| Nr. | Paarung                             | Erreichte Runde |
| --- | ----------------------------------- | --------------- |
| 01. | Lisa Raymond Rennae Stubbs          | Halbfinale      |
| 02. | Cara Black Jelena Lichowzewa        | 1. Runde        |
| 03. | Virginia Ruano-Pascual Paola Suárez | Achtelfinale    |
| 04. | Kim Clijsters Ai Sugiyama           | Achtelfinale    |
| 05. | Nicole Arendt Liezel Huber          | Achtelfinale    |
| 06. | Sandrine Testud Roberta Vinci       | Achtelfinale    |
| 07. | Els Callens Nicole Pratt            | Achtelfinale    |
| 08. | Martina Hingis Anna Kurnikowa       | Sieg            |
| 09. | Tina Križan Katarina Srebotnik      | Viertelfinale   |

| Nr. | Paarung                                             | Erreichte Runde |
| --- | --------------------------------------------------- | --------------- |
| 10. | Amanda Coetzer Lori McNeil                          | Viertelfinale   |
| 11. |                                                     | Rückzug         |
| 12. | Silvia Farina Elia Barbara Schett                   | 2. Runde        |
| 13. | Daniela Hantuchová Arantxa Sánchez-Vicario          | Finale          |
| 14. | María José Martínez Sánchez Anabel Medina Garrigues | 2. Runde        |
| 15. | Conchita Martínez Magüi Serna                       | Halbfinale      |
| 16. | Janet Lee Wynne Prakusya                            | 2. Runde        |
| 17. | Alexandra Fusai Caroline Vis                        | 2. Runde        |
| 18. |                                                     | Rückzug         |

## Mixed

### Setzliste
| Nr. | Paarung                              | Erreichte Runde |
| --- | ------------------------------------ | --------------- |
| 01. | Todd Woodbridge Rennae Stubbs        | 1. Runde        |
| 02. | Mahesh Bhupathi Jelena Lichowzewa    | Halbfinale      |
| 03. | Jared Palmer Arantxa Sánchez Vicario | 1. Runde        |
| 04. | Ellis Ferreira Cara Black            | 1. Runde        |

| Nr. | Paarung                    | Erreichte Runde |
| --- | -------------------------- | --------------- |
| 05. | Donald Johnson Els Callens | 1. Runde        |
| 06. | Mike Bryan Lisa Raymond    | Achtelfinale    |
| 07. | Rick Leach Liezel Huber    | Achtelfinale    |
| 08. | David Adams Nicole Arendt  | 1. Runde        |

## Junioreneinzel

### Setzliste
| Nr. | Spieler          | Erreichte Runde |
| --- | ---------------- | --------------- |
| 01. | Brian Dabul      | 2. Runde        |
| 02. | Robin Söderling  | 2. Runde        |
| 03. | Lamine Ouahab    | Viertelfinale   |
| 04. | Marcos Baghdatis | 2. Runde        |
| 05. | Alex Bogdanovic  | Achtelfinale    |
| 06. | Luka Gregorc     | Achtelfinale    |
| 07. | Brian Baker      | Achtelfinale    |
| 08. | Jordan Kanew     | Achtelfinale    |

| Nr. | Spieler            | Erreichte Runde |
| --- | ------------------ | --------------- |
| 09. | Philipp Petzschner | Viertelfinale   |
| 10. | Todd Reid          | Finale          |
| 11. | Richard Gasquet    | Halbfinale      |
| 12. | Dudi Sela          | Viertelfinale   |
| 13. | Tomáš Berdych      | 1. Runde        |
| 14. | Franco Ferreiro    | 2. Runde        |
| 15. | Ryan Henry         | 2. Runde        |
| 16. | Clément Morel      | Sieg            |

## Juniorendoppel

### Setzliste
| Nr. | Paarung                            | Erreichte Runde |
| --- | ---------------------------------- | --------------- |
| 01. | Stephen Amritraj Luka Gregorc      | Viertelfinale   |
| 02. | Philipp Petzschner Robin Söderling | Viertelfinale   |
| 03. | Ryan Henry Todd Reid               | Sieg            |
| 04. | Brian Baker Frank Dancevic         | Achtelfinale    |

| Nr. | Paarung                                | Erreichte Runde |
| --- | -------------------------------------- | --------------- |
| 05. | Tomáš Berdych Brendan Evans            | 1. Runde        |
| 06. | Brian Dabul Lamine Ouahab              | Viertelfinale   |
| 07. | Christian Johansson Michael Ryderstedt | 1. Runde        |
| 08. | Teimuras Gabaschwili Jordan Kanew      | Achtelfinale    |

## Juniorinneneinzel

### Setzliste
| Nr. | Spielerin          | Erreichte Runde |
| --- | ------------------ | --------------- |
| 01. | Swetlana Kusnezowa | Viertelfinale   |
| 02. | Marion Bartoli     | Achtelfinale    |
| 03. | Matea Mezak        | Achtelfinale    |
| 04. | Angelique Widjaja  | 2. Runde        |
| 05. | Myriam Casanova    | 2. Runde        |
| 06. | Eva Birnerová      | Halbfinale      |
| 07. | Barbora Strýcová   | Sieg            |
| 08. | Gisela Dulko       | 2. Runde        |

| Nr. | Spielerin        | Erreichte Runde |
| --- | ---------------- | --------------- |
| 09. | Hsieh Su-wei     | Halbfinale      |
| 10. | Amber Liu        | 2. Runde        |
| 11. | Zsuzsanna Babos  | Achtelfinale    |
| 12. | Sania Mirza      | 2. Runde        |
| 13. | Daniela Kix      | 1. Runde        |
| 14. | Tatiana Golovin  | Achtelfinale    |
| 15. | Ana Vrljić       | 2. Runde        |
| 16. | Daniela Casanova | Achtelfinale    |

## Juniorinnendoppel

### Setzliste
| Nr. | Paarung                        | Erreichte Runde |
| --- | ------------------------------ | --------------- |
| 01. | Swetlana Kusnezowa Matea Mezak | Finale          |
| 02. | Eva Birnerová Barbora Strýcová | Halbfinale      |
| 03. | Gisela Dulko Angelique Widjaja | Sieg            |
| 04. | Chan Chin-wei Hsieh Su-wei     | Viertelfinale   |

| Nr. | Paarung                              | Erreichte Runde |
| --- | ------------------------------------ | --------------- |
| 05. | Alexandra Mcgoodwin Olga Putschkowa  | 1. Runde        |
| 06. | Zsuzsanna Babos Chuang Chia-jung     | Viertelfinale   |
| 07. | Kristina Czafikova Linda Smolenakova | Achtelfinale    |
| 08. | Elke Clijsters Tatiana Golovin       | Viertelfinale   |

## Herreneinzel-Rollstuhl
Setzliste
| Nr. | Spieler         | Erreichte Runde |
| --- | --------------- | --------------- |
| 01. | David Hall      | Finale          |
| 02. | Robin Ammerlaan | Sieg            |

## Dameneinzel-Rollstuhl
Setzliste
| Nr. | Spielerin      | Erreichte Runde |
| --- | -------------- | --------------- |
| 01. | Esther Vergeer | Sieg            |
| 02. | Maaike Smit    | Halbfinale      |